# Велизар Крстић
Велизар Крстић (Ореовац, 1947 ― Београд, 22. децембар 2020) је био српски сликар, скулптор и графичар.

## Биографија
Рођен је 1947. године у Ореовцу. Завршио је постдипломске студије на Факултету ликовних уметности Универзитета уметности у Београду 1976. у класи професора Ђорђа Бошана. Годину дана је студирао на Ликовној академији у Бечу као стипендиста Задужбине из Хамбурга на предлог Петра Лубарде. На Високошколскoм универзитету ликовних уметности у Атини је студирао 1979. године у класи професора Константина Граматопулоса, као стипендиста грчке владе. Радио је као редовни професор графике и сликарства на Факултету ликовних уметности Универзитета уметности у Београду и као гостујући професор на Факултету ликовних и примењених уметности Аристотеловог универзитета у Солуну 1996. године. Излагао је на преко седамдесет самосталних и на око двеста групних изложби у земљи и иностранству. Самостално је излагао у Београду 1973, 1974, 1976. и 1977. са Кемалом Рамујкићем и Бечу 1974. године. Учествовао је на групним изложбама „Графика београдског круга” 1972, 1973, 1975, 1976. и 1977, Југословенском тријеналу цртежа у Сомбору и Тријеналу југословенске графике у Битољу 1972. и 1975, изложбама „Цртеж и мала пластика” 1974, 1975, 1976. и 1977, изложбама у Октобарском салону 1975. и 1976, изложби поводом тридесет година Удружења ликовних уметника Србије 1975. и изложби „Савремена југословенска уметност” у Мишколцу 1976. године. Више пута је био члан Уметничког савета УЛУС-а. Добитник је многобројних награда у земљи и иностранству међу којима су друга награда на изложби „Војници ликовни уметници” 1977, стипендија Фондације „Готриед вон Хердер” из Хамбурга и УЛУС-ова награда на Јесењој изложби 2017. године. Његова дела су део разних колекција. Преминуо је 22. децембра 2020. у Београду.